# Robert Mackenzie (Tontechniker)
Robert Mackenzie ist ein australischer Tonmeister.

## Leben
Mackenzie begann seine Karriere Mitte der 1990er Jahre und hatte sein Debüt mit dem taiwanesisch-chinesischen Actionfilm Ashes of Time von Wong Kar-Wai. Nach nur zwei Filmen in den 1990er Jahren nahm seine Karriere ab 2000 an Fahrt auf, und er war in der Folge an zahlreichen Filmproduktionen beteiligt, darunter australische Filme wie Lantana und Maos letzter Tänzer und chinesische wie Hero, Kung Fu Hustle und Red Cliff.
2017 gewann er zusammen mit Kevin O’Connell, Andy Wright und Peter Grace den Oscar in der Kategorie Bester Ton für Hacksaw Ridge – Die Entscheidung. Er war in diesem Jahr auch für den Oscar in der Kategorie Bester Tonschnitt nominiert, dieser Preis ging jedoch an Arrival. Zudem erhielt er eine Nominierung für den BAFTA Film Award in der Kategorie Bester Ton, auch diese Auszeichnung ging an Arrival. Eine weitere Auszeichnung für Hacksaw Ridge – Die Entscheidung war der Satellite Award in der Kategorie Bester Tonschnitt. Zu seinen weiteren Auszeichnungen zählen fünf Nominierungen für den Golden Reel Award, wovon er den Preis zwei Mal gewinnen konnte.

## Filmografie (Auswahl)
- 1994: Ashes of Time (Dung che sai duk)
- 1999: Heimweg – The Road Home (Wǒde fùqin mǔqin)
- 2001: Lantana
- 2002: Hero (Yīngxióng)
- 2004: Kung Fu Hustle (Gōngfu)
- 2005: Die sieben Schwerter (Qī Jiàn)
- 2006: Der Fluch der goldenen Blume (Mǎn chéng jìn dài huáng jīn jiǎ)
- 2008: Red Cliff (Chìbì)
- 2008: The Forbidden Kingdom
- 2009: Maos letzter Tänzer (Mao’s Last Dancer)
- 2010: Königreich des Verbrechens (Animal Kingdom)
- 2015: Der Moment der Wahrheit (Truth)
- 2016: Hacksaw Ridge – Die Entscheidung (Hacksaw Ridge)

## Auszeichnungen (Auswahl)
- 2016: Satellite Award in der Kategorie Bester Tonschnitt für Hacksaw Ridge – Die Entscheidung
- 2017: Oscar in der Kategorie Bester Ton für Hacksaw Ridge – Die Entscheidung
- 2017: Oscar-Nominierung in der Kategorie Bester Tonschnitt für Hacksaw Ridge – Die Entscheidung
- 2017: BAFTA-Film-Award-Nominierung in der Kategorie Bester Ton für Hacksaw Ridge – Die Entscheidung
- 2022: Oscar-Nominierung in der Kategorie Bester Ton für The Power of the Dog